# Élisa (film, 1957)
Pour les articles homonymes, voir Élisa.
Pour plus de détails, voir Fiche technique et Distribution.
Élisa  est un film français réalisé par Roger Richebé, sorti en 1957.

## Fiche technique
- Titre : Élisa
- Réalisation : Roger Richebé
- Scénario : François Boyer, d'après le roman d'Edmond de Goncourt La Fille Élisa[1]
- Photographie : Roger Hubert
- Montage : Yvonne Martin
- Musique : Henri Verdun
- Décors : Jacques Krauss
- Costumes : Elisabeth Simon
- Sociétés de production : Les Films Roger Richebé, Paris Overseas Films
- Sociétés de distribution : Les Films Roger Richebé, Les Films du Jeudi
- Pays de production :  France
- Langue de tournage : Français
- Format : Couleur (Eastmancolor) — 35 mm — 1,37:1 — Son : Mono
- Genre : Film dramatique
- Durée : 90 minutes (1 h 30)
- Date de sortie :	
  - France : 8 mars 1957

## Distribution
- Dany Carrel : Élisa
- Serge Reggiani : Bernard Voisin
- Valentine Tessier : Mme. Irma
- Marthe Mercadier : Mme Clotilde
- Georges Baconnet : Le commissaire
- Laurence Badie : Une fille emprisonnée
- Guy Bertil : Le jeune homme
- Annie Berval : Enerstine
- Daniel Ceccaldi : Le coiffeur
- Irène Bréor : Divine
- Anne Béranger : Alexandrine
- Michel Etcheverry : le président
- Fernand Sardou : M. Alfred
- Paul Préboist : Un garde
- Georges Chamarat : Le médecin de la maison de correction
- Marie-Hélène Dasté : La mère de Guy
- Marpessa Dawn : La négresse
- Micheline Gary : Gobe Lune
- Claude Godard : Lina
- Raymond Gérôme : Villedieu
- Bernard Lajarrige : M. Granier